# Simpsoncalifragilisticexpiala(Annoyed Grunt)cious
«Simpsoncalifragilisticexpiala(Annoyed Grunt)cious» (рус. Шери Боббинс) — тринадцатый эпизод восьмого сезона мультсериала «Симпсоны». Впервые вышел в эфир 7 февраля 1997 года.

## Сюжет
У Мардж начинают выпадать волосы. Доктор Хибберт говорит Мардж, что во всём виновато стрессовое состояние Мардж. Чтобы избавиться от стресса, Мардж решает завести няню, но найти подходящую не так-то просто. Барт и Лиза поют песню о том, какая должна быть няня, и тут случилось чудо — в двери Симпсонов постучалась идеальная няня Шери Боббинс.
Жизнь Симпсонов преображается: Барт и Лиза начинают проводить всё своё время с Шери Боббинс, которая всё время поёт песни. Но рано или поздно у Мардж проходит стресс и перестают выпадать волосы. На этом работа Шери Боббинс закончена. Покидая дом, она видит, как разбивается окно и как Гомер душит Барта. Увидев, какой у Симпсонов стиль жизни, няня решает остаться ещё.
Боббинс решает переучить Симпсонов, но у неё ничего не получается, и она плачет. Тогда Симпсоны, в свою очередь, поют Шери о том, что такая жизнь их вполне устраивает. Поняв, что Симпсоны неисправимы, няня улетает на своём необычном зонте подальше от них. Лиза уверена, что они ещё встретятся с Шери Боббинс, но по пути последнюю засасывает в реактивный двигатель самолёта.

## Культурные отсылки
- Шери Боббинс является аллюзией на Мэри Поппинс. Различие лишь в имени и в том, что «она существует».
- Лиза смотрит по телевизору Щекотку и Царапку, где показывается серия «Reservoir Dogs», что является аллюзией к фильму «Бешеные псы». В серии присутствует пародия на сцену пытки полицейского мистером Блондином. В качестве приглашённой звезды в Щекотке и Царапке присутствует режиссёр «Бешеных Псов» Квентин Тарантино.